# Secure Copy
| Anwendung  | SCP             | SCP             | SCP             | SCP             | SCP             |
| Anwendung  | SSH             |                 |                 |                 |                 |
| Transport  | TCP             | TCP             | TCP             | TCP             | TCP             |
| Internet   | IP (IPv4, IPv6) | IP (IPv4, IPv6) | IP (IPv4, IPv6) | IP (IPv4, IPv6) | IP (IPv4, IPv6) |
| Netzzugang | Ethernet        | Token Bus       | Token Ring      | FDDI            | …               |

Secure Copy (abgekürzt SCP) ist ein Protokoll sowie ein Programm zur verschlüsselten Übertragung von Daten zwischen zwei Computern über ein Rechnernetz. Beide erschienen mit der Berkeley Software Distribution von 1983.

## Protokoll
Das Secure Copy-Protokoll (SCP) implementiert selbst nur die Dateiübertragung, für den Verbindungsaufbau sowie zur Authentifizierung und Verschlüsselung wird das Secure Shell-Protokoll (SSH) genutzt und mit diesem auf dem entfernten Rechner ein SCP-Server aufgerufen; dieser ist bei SCP normalerweise gleichzeitig das Client-Programm. Für das darunterliegende SSH wird ein SSH-Server benötigt.
Das noch auf SSH-1 basierende Protokoll wird heute allerdings nur noch selten verwendet. So verwendet das Programm scp seit OpenSSH 9.0 von 2022 stattdessen standardmäßig das verbesserte und mit SSH-2 eingeführte SSH File Transfer Protocol (SFTP). 
Da beide Protokolle auf SSH aufbauen, wird SCP genau wie das verbesserte SFTP, serverseitig üblicherweise als TCP-Verbindung auf dem SSH-Standard-Port 22 angeboten.

## Abgrenzung
SCP dient dem Zweck der Dateiübertragung – wie z. B. auch
File Transfer Protocol (FTP)
Beim klassischen FTP sind weder Steuerdaten noch Dateiübertragung gesichert.
FTP over SSL (FTPS)
FTP over SSL verwendet eine SSL- bzw. TLS-Verbindung, um alle Steuerdaten und die Dateiübertragung zu sichern, und wird von vielen FTP-Clients/-Servern unterstützt.
Secure FTP / SSH File Transfer Protocol (SFTP)
Secure FTP sichert die Steuerdaten via SSH, die Dateiübertragung jedoch nicht immer. SFTP ist keine Erweiterung von FTP, sondern ein mit SSH-2 separat spezifiziertes Protokoll. SFTP erweitert SCP, es bietet zusätzliche Dateioperationen und erhöht die Sicherheit auf mehreren Ebenen (siehe Vergleich von SSH-Version 1 und Version 2).
Secure Copy Protocol (SCP)
SCP sichert die Steuerdaten und die Dateiübertragung via SSH, es basiert auf SSH-Version 1. Das mit Version 2 herausgebrachte SFTP ist der im Funktionsumfang und der Sicherheit verbesserte Nachfolgestandard für SCP.
Remote Copy
Das Programm scp basiert auf dem Programm rcp. Statt der unverschlüsselten Remote Shell, wie Remote Copy bzw. rcp, nutzt scp jedoch die heute verbreitete Secure Shell und gewährleistet so die Vertraulichkeit, Integrität und Authentizität der übertragenen Daten.

## Programme
Der gebräuchlichste Client unter Unixsystemen ist das kommandozeilenbasierte scp, eine freie Implementierung für Windows ist pscp aus der PuTTY-Programmsammlung oder WinSCP.
Die Syntax ähnelt dem Unix-Befehl cp:
Eine Datei vom Host auf einen entfernten Rechner kopieren (schieben):
```
scp 
Quelldatei.bsp
 
Benutzer
@
Host
:
Verzeichnis
/
Zieldatei.bsp
```

Eine Datei von einem anderen Rechner zum Host kopieren (ziehen):
```
scp 
Benutzer
@
Host
:
Verzeichnis
/
Quelldatei.bsp
 
Zieldatei.bsp
```

Da SCP nur für die Dateiübertragung genutzt werden kann, sind Clients mit graphischer Benutzeroberfläche selten, da sie die Funktionalität erweitern müssen, wie zum Beispiel mit Navigation und Anzeige in Verzeichnisbäumen. Ein Beispiel für einen graphischen SCP-Client ist die freie Software WinSCP. Auch der bekannte Dateimanager Total Commander kann mit einem Plug-in SCP-fähig gemacht werden.